# Vasile Boerescu
Vasile Boerescu, född 1 januari 1830 i Bukarest, Rumänien, död 18 november 1883 i Paris, var en rumänsk politiker.
Boerescu deltog som journalist i den revolutionära rörelsen 1848, studerade därpå juridik i Paris, återkom i slutet av 1850-talet till Bukarest och verkade sedan som professor i handelsrätt, journalist och politiker. 
Boerescu valdes till deputerad 1859 och arbetade för Donaufurstendömenas förening. Han var vid upprepade tillfällen minister i olika kabinett, sista gången 1879–81, då han som utrikesminister hade att gentemot makterna sköta frågorna om judarnas emancipation och erkännandet av Rumäniens suveränitet. Han utgav även åtskilliga statsrättsliga och juridiska arbeten.